# 宋永吉
宋永吉（韩语：／ Song Young-gil，1963年3月21日—），是大韩民国進步派政治人物及律師，曾任共同民主黨代表、仁川广域市长及韓國國會議員。2010年6月当选仁川廣域市长。

## 生平

### 學生/勞工時期
宋永吉出生於全羅南道高興郡的一个农村家庭，家中排行第四。1981年，考入延世大学商经学院经营学系，1984年，宋英吉與高麗大學的金英春、首爾大學的李正宇解散了學生會，並將學生會主席改為由學生直接選舉產生。他被選為延世大學第一任學生會主席，並領導了反軍事獨裁的學生運動，但於1985年被捕入獄並被學校開除。 1987年，六月民主運動期間獲赦免並恢復職務，且獲得大學學士學位。
1985年，参与学生运动而被判入狱的宋永吉刑满释放後。當起大宇汽车的管道焊工。之后2年间，他先后在第5工业区的钟表厂、手套厂和位于仁川港的家具工廠工作。1987年，在德國人權基金會的幫助下，在仁川富平開設了仁川基督教人民教育研究所。在該所，他提供有關勞工人權的法律諮詢、救濟活動、工會相關的教育和法律活動。1991年，宋永吉擔任全国計程車工会联盟仁川市支部首任事务局局长，为計程車、公車、火車司機等運輸業勞工爭取權益。

### 律师生涯
宋永吉经历了勞工生活後，对人權和社会議題深有体会。为给勞工提供帮助，1994年通过律師考试后，重新回到仁川担任人权律师。期间为勞工提供免费的法律咨询。1997年，從司法研究訓練學院畢業後，他加入民主社會律師聯盟，並擔任全國民主計程車聯盟顧問律師和仁川桂陽區建築糾紛調解委員會委員。

### 政治生涯
1998年起，擔任新政治國民會議仁川支部的政策總監和法律顧問。1999年6月3日，宋永吉參加國會議員補選，競選仁川桂陽江華甲的國會席位，但被大國家黨的安相洙（前仁川市長）擊敗。最終在2000年，當選国会议员。
2010年4月12日,宋永吉宣布参加仁川市长选举，最終他以52.7%得票率勝出，當選仁川廣域市長。2014年時競選連任失敗，敗給新世界黨的劉正福。
2021年5月2日，以35.6%的得票率擊敗議員洪翼杓當選為共同民主黨魁。
2022年3月7日，宋永吉為當時參加總統大選的李在明輔選時，遭兇手用鐵鎚重打頭部，流血送醫。
2022年6月1日，宋永吉在首爾市長選舉中他以39.23%的得票率敗給國民力量的吳世勳（現任首爾市長）。

## 選舉履歷
| 年度 | 選舉屆數       | 選舉區              | 所屬政党       | 得票率 | 得票数    | 當選標記 | 備註 |
| ---- | -------------- | ------------------- | -------------- | ------ | --------- | -------- | ---- |
| 1999 | 6月3日補選     | 仁川桂陽區·江華郡甲 | 新政治國民會議 | 41.8%  | 29,333    |          |      |
| 2000 | 第16屆國會選舉 | 仁川桂陽區          | 新千年民主党   | 48.34% | 53,292    |          |      |
| 2004 | 第17届國會选举 | 仁川桂陽區乙        | 开放国民党     | 56.24% | 34,706    |          |      |
| 2008 | 第18届國會选举 | 仁川桂陽區乙        | 民主黨         | 46.09% | 23,731    |          |      |
| 2010 | 第5届地方选举  | 仁川广域市长        | 民主黨         | 52.69% | 556,902   |          |      |
| 2014 | 第6屆地方選舉  | 仁川广域市长        | 民主黨         | 48.20% | 593,555   |          |      |
| 2016 | 第20屆國會選舉 | 仁川桂陽區乙        | 共同民主党     | 43.29% | 35,197    |          |      |
| 2020 | 第21屆國會選舉 | 仁川桂陽區乙        | 共同民主党     | 58.67% | 51,821    |          |      |
| 2022 | 第8届地方选举  | 首爾特別市长        | 共同民主党     | 39.23% | 1,733,183 |          |      |
| 2024 | 第22屆國會選舉 | 光州西區甲          | 松樹黨         | 17.28% | 56,267    |          |      |

## 获奖
- 2000	     -   被评为国政监事优秀国会议员
- 2001~2004  -   被评为优秀国会议员研究团体

正直政治实践研究会
发扬民族精神国会议员协会
热爱国家与文化的议员协会
- 2003~2004  -   被评为最优秀国会议员研究团体

正直政治实践研究会
发扬民族精神国会议员协会
- 2005~2009  -	被评为最优秀国会议员研究团体

市场经济与社会安全网论坛（共同代表）
- 2007	     -  法国最高荣誉骑士勋章
- 2010	     -  令人自豪的延世商经人奖

## 著作
- 2003	像黄牛一样走下去
- 2009	将墙变成门

## 外部連結
- 宋永吉的YouTube頻道
- 宋永吉的Facebook專頁

| 官衔            | 官衔                                              | 官衔            |
| --------------- | ------------------------------------------------- | --------------- |
| 前任： 安相洙   | 仁川特別市長 2010年－2014年                       | 繼任： 劉正福   |
| 議會席位        |                                                   |                 |
| 前任： 崔元植   | 第20-21屆國會議員 仁川桂陽區乙選區 2016年－2022年 | 繼任： 李在明   |
| 前任： 選區重劃 | 第17-18屆國會議員 仁川桂陽區乙選區 2004年－2010年 | 繼任： 李商權   |
| 前任： 選區重劃 | 第16屆國會議員 仁川桂陽區甲選區 2000年－2004年    | 繼任： 選區重劃 |